# Bilbil Klosi
Bilbil Klosi (ur. 25 stycznia 1915 we wsi Klos, okręg Mallakastra, zm. 22 listopada 1978 w Tiranie) – albański polityk i prawnik, minister sprawiedliwości w latach 1951-1966 w rządzie Mehmeta Shehu.

## Życiorys
Ukończył liceum francuskojęzyczne w Korczy, w latach 1938-1942 studiował prawo na uniwersytecie w Grenoble. W 1942 powrócił do kraju i przyłączył się do ruchu oporu. W tym czasie wstąpił do partii komunistycznej. Używał pseudonimu Bilo. Pod koniec wojny pełnił funkcję komisarza politycznego 5 Dywizji Uderzeniowej i członka Rady Naczelnej Ruchu Narodowowyzwoleńczego. W roku 1945 był prokuratorem Sądu Specjalnego, który skazywał na karę śmierci osoby podejrzewane o współpracę z okupantem, a następnie objął stanowisko sekretarza generalnego w ministerstwie spraw wewnętrznych. 
W latach 1946–1951 był współpracownikiem Prokuratora Generalnego Albanii, a od 1949 przewodniczącym Najwyższego Sądu Wojskowego. Jako świadek oskarżenia uczestniczył w procesie Koçi Xoxe. Odpowiadał za działania represyjne wobec przeciwników komunizmu, w tym za skazanie na karę śmierci 22 osób podejrzewanych o udział w zamachu bombowym na ambasadę ZSRR w Tiranie, a także o udział w zabójstwie działacza komunistycznego Bardhoka Biby. Według Demira Dyrmishiego w 1949 Klosi należał do przeciwników nadużywania kary śmierci w stosunku do przeciwników politycznych, twierdząc, że każdy taki wyrok powinien mieć solidne podstawy prawne.
W 1951 objął stanowisko ministra sprawiedliwości i pełnił je do likwidacji resortu w 1966. W latach 1946–1974 był deputowanym do Zgromadzenia Ludowego, w latach 1966-1973 pełnił funkcję sekretarza prezydium parlamentu. Pod koniec życia pracował w wydawnictwie Sądu Najwyższego. Był także członkiem zespołu przygotowującego projekt nowej konstytucji albańskiej, uchwalonej w 1973.
Był żonaty (Jolanda, córka Aleksandra Xhuvaniego), miał pięcioro dzieci. Jednym z jego dzieci był pisarz i tłumacz Ardian Klosi.